# کانالس
کانالس دهستانی در استان آبیلای اسپانیا است.
در این دهستان ۶۱ نفر زندگی می‌کنند. مساحت این دهستان ۶٫۵۳ کیلومتر مربع است.